# Strange Weather

Strange Weather est le 10e album studio de Marianne Faithfull sorti en 1987. Elle a retrouvé en studio le producteur Hal Willner en 2008 pour l'album Easy Come Easy Go. Elle reprend la chanson As Tears Go By de Mick Jagger, Keith Richards et Andrew Loog Oldham et qui l'avait rendue célèbre au début de sa carrière. 
Cet album est la première œuvre complète en studio enregistrée par Marianne Faithfull après qu'elle s'est remise d'une dépendance de 17 ans à l'héroïne en 1986. Les trois albums précédents sur Island Records ont tous été enregistrés alors qu'elle affrontait diverses luttes personnelles et contenait une majorité d'œuvres créées par sa plume. En revanche, le présent album est un mélange saisissant de rock, de blues et de cabaret sombre, et bien qu'aucune des chansons n'ait été écrite par Marianne, toutes sont liées par la production sobre et nuancée de Hal Willner avec un groupe notable de musiciens contributeurs. La chanson titre est depuis devenue un incontournable des concerts de l'artiste et est apparue live sur trois albums subséquents.

## Aperçu
En 1985, Marianne a contribué à une seule chanson, "Ballad of the Soldier's Wife", à Lost In The Stars , un hommage à la musique de Kurt Weill par divers artistes contemporains. En réponse au succès du projet et aux critiques favorables pour la contribution de Marianne, le producteur Hal Willner a suggéré le potentiel d'un projet élargi de compositions classiques, mais, selon Willner sur les notes de pochette de Strange Weather, il pensait que c'était "l'un de ces projets qui ne se concrétise généralement jamais."
Juste avant son rétablissement, Marianne a commencé à travailler sur un nouvel album de chansons rock, mais Island Records a abandonné le projet. Au lieu de cela, Willner est revenu sur la photo et le concept de l'album de standards classiques a été élargi pour inclure non seulement du matériel contemporain de l'ère de la République de Weimar de Weill, mais une chanson plus récente de Bob Dylan, deux spirituals du début de l'ère folk, du blues au piano traditionnel avec accompagnement de Dr John (crédité sous le nom de Mac Rebennack), et tout le nouveau matériel a été écrit spécifiquement pour le projet. La chanson titre de l'album a été écrite par Tom Waits et Kathleen Brennan, et "Hello Stranger" a été écrit par Rebennack et Doc Pomus. Marianne a également réenregistré son hit de 1964, "As Tears Go By", dans un arrangement nettement différent en utilisant une signature rythmique plus lente, et a chanté une octave plus bas que l'original.
Strange Weather n'a pas réussi à figurer dans les charts américains (il l'a fait au Royaume-Uni et en Australie) et n'a jamais enregistré son seul single " As Tears Go By ".

## Liste des titres
1. Stranger intro (Bill Frisell) - 0:31
2. The Boulevard of Broken Dreams (Al Dubin, Harry Warren) – 3:04
3. Ain't Goin' Down to the Well No More (Huddie Ledbetter, Alan Lomax, John Lomax) – 1:07
4. Yesterdays (Otto Harbach, Jerome Kern) – 5:20
5. Sign of Judgement (Kid Prince Moore) – 2:54
6. Strange Weather (Tom Waits, Kathleen Brennan) – 4:05)
7. Love, Life and Money (Julius Dixon, Henry Glover) – 4:40
8. I'll Keep It With Mine (Bob Dylan) – 4:13
9. Hello Stranger (Doc Pomus, Dr. John) – 2:30
10. Penthouse Serenade (When We're Alone) (Will Jason, Val Burton) – 2:34
11. As Tears Go By (Mick Jagger, Keith Richards, Andrew Loog Oldham) – 3:42
12. A Stranger On Earth (Sid Feller, Rick Ward) – 3:56

## Personnel
- Marianne Faithfull - chant
- Bill Frisell - guitares
- Robert Quine - guitares (6,7)
- Fernando Saunders - basse (2,4,6-12)
- Michael Levine - violon
- Sharon Freeman - piano (2,8)
- Dr. John - piano (1, 3-11)
- Garth Hudson - accordéon
- William Schimmel - accordéon
- Michael Gibbs - arrangements des cordes
- Steve Slagle - saxophone alto
- Chris Hunter - saxophone alto, flûte
- Lew Soloff - trompette
- J.T. Lewis - batterie, arrangements des cuivres